# Francisco Behn Kuhn
Francisco Behn Kuhn (Rica Aventura, Departamento El Toco, 11 de junio de 1910 — Zapallar, 21 de abril de 1975) fue un médico y naturalista chileno, destacado por su labor en la medicina legal chilena del siglo XX. Ejerció como profesor de Patología General de la Escuela Dental y de la Escuela de Medicina de la Universidad de Concepción y como jefe del Servicio Médico Legal de la ciudad de Concepción. Además, fue miembro fundador de la Sociedad de Biología de Concepción, llegando a ocupar el cargo de presidente.

## Biografía
Nace el 11 de junio de 1910, hijo de Conrado y su esposa Kate. Se tituló de Médico Cirujano en 1936, en la Universidad de Chile. Su tesis se tituló "Histofisiología de la Tiroides materna y fetal". 
En 1935, es contratado por la Universidad de Concepción, llegando a trabajar como jefe de trabajos del Instituto de Anatomía Patológica, Profesor de Patología General de la Escuela Dental y profesor de patología General de la Escuela de Medicina. Durante su vida, llegó a transformarse en el Jefe del Servicio Médico Legal de la ciudad de Concepción, Presidente de la Sociedad de Biología (de la cual fue miembro fundador) y Vicepresidente de la Sociedad de Criminalística.
En su rol, en la Sociedad de Biología, participó en múltiples publicaciones relacionadas con la observación de aves y de estudios sistemáticos críticos. Muchas de sus observaciones fueron incluidas en el libro "Las Aves de Chile" de J. D. Goodall, Alfredo William Johnson y  Rodulfo Amando Philippi Bañados de 1957.
Fue miembro de la Sociedad y Asociación Médica y del Automóvil Club de Concepción.
Muere en su casa de Zapallar, el 24 de abril de 1975.

## Contribuciones
Francisco Behn Kuhn se perfila como uno de los más importante personajes de la medicina legal chilena del siglo XX. Participó de forma activa en autopsias, desarrollo de boletines e informes criminalísticos. Sus servicios fueron requeridos numerosas veces para la resolución de casos criminales como la del "Crimen de Carloto", donde Carlos Boassi Valdebenito fue acusado de asesinar a su novia, María Luz Tamargo González, en 1959.
Es autor del libro "Medicina Legal: para estudiantes y médicos generales", publicado por la Universidad de Concepción en 1979.
Al Dr. Francisco Behn Kuhn se le atribuye, en parte, la elaboración de las colecciones de botánica del Herbario del Departamento de Botánica de la Universidad de Concepción, dando origen a múltiples publicaciones científicas. 
Por otro lado, gracias a su dedicación a los estudios de las aves de Chile, por más de 50 años, de norte a sur, logró, en su momento, formar la mayor colección de aves del país, con cerca de 3000 especies. En el mismo ámbito, ayudó a identificar las primeras especies de aves recolectadas que formarían, posteriormente, el Museo de Colecciones Zoológicas de la Universidad de Concepción.
Sus contribuciones en los ámbitos de la medicina, zoología y botánica han permitido potenciar la formación de profesionales chileno y a cedimentar el prestigio nacional de la Universidad de Concepción. De mira al futuro, éstas deberán de continuar siendo significativas.